# Biała armia (singel)
Biała armia – szósty singel zespołu Bajm pochodzący z albumu Biała armia, wydany w 1989 roku.
Tekst utworu napisała Beata Kozidrak, a kompozytorami utworu byli Paweł Sot i Adam Abramek. Utwór ten podbił listy przebojów na początku lat 90. Piosenka była notowana na Liście Przebojów Programu Trzeciego, gdzie zajęła 8. miejsce. Znalazła się także na płycie The Very Best of (1992).

## Twórcy
- Wokal: Beata Kozidrak
- Autor tekstu: Beata Kozidrak
- Kompozytor: Paweł Sot, Adam Abramek